# Mason Appleton
Mason Appleton (né le 15 janvier 1996 à Green Bay dans l'État du Wisconsin aux États-Unis) est un joueur professionnel américain de hockey sur glace. Il évolue au poste de centre.

## Biographie
En 2014-2015, Appleton s'aligne avec le Storm de Tri-City dans la USHL. Après une seule saison avec le Storm, il fait le saut avec les Spartans de Michigan State dans la NCAA en 2015. 
Éligible au repêchage d'entrée dans la LNH 2015, il est sélectionné au 6e tour, 168e au total, par les Jets de Winnipeg. Il met un terme à sa carrière universitaire à la fin de la saison 2016-2017 et signe un contrat d'entrée de 3 ans avec les Jets. 
Il fait ses débuts dans la LAH, en 2017-2018, avec le Moose du Manitoba. Il connaît une bonne saison recrue avec le Moose alors qu'il obtient le trophée Dudley-« Red »-Garrett et se retrouve dans la première équipe d'étoiles et dans l'équipe des recrues de la ligue.
Il dispute son premier match en carrière dans la LNH, le 1er décembre 2018, face aux Devils du New Jersey. Il obtient son premier point en carrière en inscrivant une aide sur le but d'Andrew Copp, en 3e période. Le 20 décembre, il marque son premier but contre les Sharks de San José.

## Statistiques

### En club
| Saison     | Équipe                     | Ligue      |     | Saison régulière | Saison régulière | Saison régulière | Saison régulière | Saison régulière |   | Séries éliminatoires | Séries éliminatoires | Séries éliminatoires | Séries éliminatoires | Séries éliminatoires |
| Saison     | Équipe                     | Ligue      | PJ  | B                | A                | Pts              | Pun              | PJ               | B | A                    | Pts                  | Pun                  |                      |                      |
| 2014-2015  | Storm de Tri-City          | USHL       | 54  | 12               | 28               | 40               | 84               | 7                | 4 | 4                    | 8                    | 12                   |                      |                      |
| 2015-2016  | Spartans de Michigan State | NCAA       | 37  | 5                | 17               | 22               | 32               | -                | - | -                    | -                    | -                    |                      |                      |
| 2016-2017  | Spartans de Michigan State | NCAA       | 35  | 12               | 19               | 31               | 37               | -                | - | -                    | -                    | -                    |                      |                      |
| 2017-2018  | Moose du Manitoba          | LAH        | 76  | 22               | 44               | 66               | 57               | 2                | 0 | 1                    | 1                    | 2                    |                      |                      |
| 2018-2019  | Moose du Manitoba          | LAH        | 40  | 15               | 17               | 32               | 24               | -                | - | -                    | -                    | -                    |                      |                      |
| 2018-2019  | Jets de Winnipeg           | LNH        | 36  | 3                | 7                | 10               | 4                | -                | - | -                    | -                    | -                    |                      |                      |
| 2019-2020  | Jets de Winnipeg           | LNH        | 46  | 5                | 3                | 8                | 20               | 1                | 0 | 0                    | 0                    | 0                    |                      |                      |
| 2019-2020  | Moose du Manitoba          | LAH        | 4   | 0                | 1                | 1                | 0                | -                | - | -                    | -                    | -                    |                      |                      |
| 2020-2021  | Jets de Winnipeg           | LNH        | 56  | 12               | 13               | 25               | 14               | 8                | 1 | 2                    | 3                    | 2                    |                      |                      |
| 2021-2022  | Kraken de Seattle          | LNH        | 49  | 6                | 11               | 17               | 14               | -                | - | -                    | -                    | -                    |                      |                      |
| 2021-2022  | Jets de Winnipeg           | LNH        | 19  | 2                | 2                | 4                | 16               | -                | - | -                    | -                    | -                    |                      |                      |
| 2022-2023  | Jets de Winnipeg           | LNH        | 41  | 5                | 11               | 16               | 8                | 5                | 0 | 0                    | 0                    | 0                    |                      |                      |
| 2023-2024  | Jets de Winnipeg           | LNH        | 82  | 14               | 22               | 36               | 26               | 5                | 0 | 2                    | 2                    | 6                    |                      |                      |
| 2024-2025  | Jets de Winnipeg           | LNH        | 71  | 10               | 12               | 22               | 22               | 13               | 0 | 7                    | 7                    | 14                   |                      |                      |
| Totaux LNH | Totaux LNH                 | Totaux LNH | 400 | 57               | 81               | 138              | 124              | 32               | 1 | 11                   | 12                   | 22                   |                      |                      |

## Trophées et honneurs personnels

### LAH
- 2017-2018 : 
  - nommé dans la première équipe d'étoiles
  - nommé dans l'équipe des recrues
  - récipiendaire du trophée Dudley-« Red »-Garrett